# Orpheuszaunkönig
Der Orpheuszaunkönig (Cyphorhinus arada) oder auch Flageolettzaunkönig ist eine Vogelart aus der Familie der Zaunkönige (Troglodytidae), die in Kolumbien, Venezuela, Guyana, Suriname, Französisch-Guayana, Brasilien, Ecuador, Peru und Bolivien verbreitet ist. Der Bestand wird von der IUCN als nicht gefährdet (Least Concern) eingeschätzt.

## Merkmale
Der Orpheuszaunkönig erreicht eine Körperlänge von etwa 12,5 cm bei einem Gewicht von 18,0 bis 24,0 g. Der vordere Oberkopf ist rötlich, eine Färbung, die am Oberkopf ins Kastanienfarbene übergeht. Hinter dem Auge hat er einen kastanienbraunen Augenstreif, die Ohrdecken sind orangebraun. Das breite bräunlich schwarze Nackenband zeigt auffällig Längsstreifen über die Schultern und den Vorderrücken. Der Hinterrücken und der Bürzel wirken farblich kälter mit weniger rötlichem Braun, als dies im Kopfbereich der Fall ist. Die Handschwingen, die Armschwingen sind mittelbraun mit engen braunen Streifen. Die mittelbraunen Steuerfedern sind von engen dunkelbraunen Binden durchzogen. Das Kinn, die Kehle und die Oberbrust sind hell orangebraun, was sich scharf von der blass gelbbraun Färbung der Unterbrust und dem Bauch abhebt. Die Flanken und der Hinterbauch sind ockerbraun. Die Augen sind braun, der Oberschnabel gräulich schwarz, der Unterschnabel gräulich mit weißer Basis und die Beine braun bis gräulich schwarz. Beide Geschlechter ähneln sich. Jungtiere unterscheiden sich von erwachsenen Vögeln nur durch undeutliche Streifen am Hinterbauch.

## Verhalten und Ernährung
Der Orpheuszaunkönig ernährt sich überwiegend von Wirbellosen. Zu seiner Beute gehören Raupen, Käfer, Webspinnen, Doppelfüßer und Krebstiere. Ebenso ernährt er sich von Beeren. Meist sieht man ihn in Paaren oder Familiengruppen. Er mischt sich nur selten unter Gruppen anderer Arten und folgt oft dem Weg der Wanderameisen. Sein Futter sucht er meist bodennah unter Ablagerungen und Blätterabfall.

## Lautäußerungen
Der Gesang des Orpheuszaunkönigs besteht aus antiphonischen Tönen beider Geschlechter. Er ist eine Serie klarer, eindringlich Pfiffe, die stark in der Tonhöhe variieren. Eine Phrase wird viele Male mit nur wenig Variation wiederholt, bevor er zu einem anderen Lied wechselt. Oft sind diese von tieferen, gurgelnden Geräuschen durchsetzt. Sein Ruf beinhaltet einen harten tschuk-Laut.

## Fortpflanzung
Die Brutsaison des Orpheuszaunkönigs zieht sich über einen langen Zeitraum. In Guyana wurden im Juli Eier entdeckt und flügge Jungtiere im späten Juli. In Suriname wurde im September ein Nest mit Küken entdeckt. Das Nest ist kugelförmig mit trichterförmiger Hals und langem Eingangsloch. Es wird aus Blattskeletten und grobem Gras gebaut sowie mit einigen großen Federn ausgelegt. Meist ist es quer über einen Zweig gestützt. Ein Gelege besteht aus zwei matt weißen Eiern.

## Verbreitung und Lebensraum
Der Orpheuszaunkönig bevorzugt die feuchten Wälder der tieferen Höhenlagen. In Brasilien gehört Várzea-Landschaften zu seinem Lebensraum. Meist ist er in Höhenlagen von Meeresspiegel bis 500 Meter unterwegs, gelegentlich aber auch bis 1000 Meter. Ganz selten wurde er in Venezuela sogar in Höhenlagen bis 1400 Meter beobachtet.

## Migration
Es wird vermutet, dass der Orpheuszaunkönig ein Standvogel ist.

## Unterarten
Es sind sechs Unterarten bekannt:
- Cyphorhinus arada arada (Hermann, 1783)[3] kommt im Osten Venezuelas, den Guyanas und dem Norden Brasiliens vor.
- Cyphorhinus arada griseolateralis Ridgway, 1888[4] ist in Zentralbrasilien verbreitet. Die Unterart hat ein reduziertes Nackenband als die Nominatform und wirkt auf der Unterseite gräulicher.[1]
- Cyphorhinus arada interpositus (Todd, 1932)[5] ist im westlichen zentralen Brasilien verbreitet. Die Subspezies hat kein Nackenband und bräunlich graue Ohrdecken.[1]
- Cyphorhinus arada transfluvialis (Todd, 1932)[6] kommt im Südosten Kolumbiens und dem Nordwesten Brasiliens vor. Die Unterart ist kleiner und heller als die Nominatform.[1]
- Cyphorhinus arada salvini Sharpe, 1882[7] ist im Süden Kolumbiens, dem Osten Ecuadors und dem Nordosten Perus verbreitet. Die Subspezies ist sehr dunkel, hat kein gestricheltes Nackenband und gleichförmig braune Ohren- und Wangenbereiche.[1]
- Cyphorhinus arada modulator (d'Orbigny, 1838)[8][A 1] kommt im Osten Perus, dem Westen Brasiliens und dem Norden Boliviens vor. Die Unterart ähnelt C. a.salvini, hat aber einen kräftigeren Augenstreif und eine hellere Unterseite.[1]

Allerdings könnte es sich laut einer Studie von Fernanda Bocalini und Luís Fábio Silveira aus dem Jahre 2016 um sechs eigenständige Arten handeln.
Cyphorhinus arada urbanoi (Zimmer, JT & Phelps, WH 1946) und Cyphorhinus arada faroensis (Zimmer, JT & Phelps, WH 1946) werden heute als Synonyme zur Nominatform betrachtet. Die Unterart C. a. urbanoi hat ein Nackenband, ist aber auf Ober- und Unterseite blasser als die Nominatform, C. a.faroensis einen auffälligen weißen Strich auf der Schulter.

## Etymologie und Forschungsgeschichte
Die Erstbeschreibung des Orpheuszaunkönigs erfolgte 1783 durch Johann Hermann unter dem wissenschaftlichen Namen Myrmornis arada. Die Beschreibung bezog sich auf den Trivialname l'Arda aus Georges-Louis Leclerc de Buffon Histoire naturelle des oiseaux. In Johann Jakob von Tschudis Avium conspectus führte Jean Louis Cabanis die für die Wissenschaft neue Gattung Cyphorhinus für den Kastanienbrust-Zaunkönig ein. Dieser Name leitet sich von »cyphos, cyptō κυφος, κυπτω« für »Auswuchs, Höcker, sich bücken« und »rhis, rhinos ῥις, ῥινος« für »Nase« ab. Der Artname »arada« war der Name des Orpheuszaunkönigs in seiner Heimat Cayenne. »Salvini« ist Osbert Salvin (1835–1898) gewidmet, dem Sharpe in seinem Vorwort für seine Hilfe dankte. Das lateinische »Modulator, modulatoris« bedeutet »Musiker« von »modulari« für »ein Instrument spielen«. »Transfluvialis« ist ein Wortgebilde aus »trans« für »über, jenseits« und »fluvialis, fluvius, fluere« für »Fluss, fließen«. »Interpositus, interponere« steht für »eingeschoben, dazwischenstellen«. »Griseolateralis« setzt sich aus »griseum« für »grau« und »lateralis, latus« für »seitlich, Seite« zusammen. »Urbanoi« ehrt Ramón Antonio Urbano (1917–1986), der das Typusexemplar gesammelt hatte. »Faroensis« bezieht sich auf das Dorf Faro am Rio Nhamundá.